# Henri Giraud
Henri Honoré Giraud (ur. 18 stycznia 1879 w Paryżu, zm. 11 marca 1949 w Dijon) – francuski generał, uczestnik obu wojen światowych, współprzewodniczący Francuskiego Komitetu Wyzwolenia Narodowego.

## Kariera
Po ukończeniu prestiżowej uczelni Saint-Cyr służył w Maroku. W czasie I wojny światowej walczył w Ardenach, gdzie dostał się do niewoli niemieckiej. Po wojnie został szefem sztabu 1 Dywizji Piechoty Marokańskiej.

### II wojna światowa
Podczas kampanii francuskiej dowodził 9 Armią w Ardenach, a następnie 7 Armią w Lotaryngii. Walczył m.in. pod Le Garde i Baccarat. 19 maja 1940 roku ponownie dostał się do niemieckiej niewoli.
W 1942 roku zbiegł z obozu jenieckiego i przedostał się do Francji Vichy, a następnie do Afryki Północnej. Stamtąd podjął potajemne kontakty z Francuskim Ruchem Oporu i aliantami. Na początku listopada przedostał się z Algierii do Gibraltaru na pokładzie brytyjskiego okrętu podwodnego HMS „Seraph”. Tam we wstępnej rozmowie z nowo mianowanym dowódcą wojsk alianckich, Dwightem Eisenhowerem, wysunął nierealne żądanie przejęcia dowodzenia całości sił alianckich w mającym się wkrótce rozpocząć lądowaniu w Afryce („Operacja Torch”). Po otrzymaniu odmowy, nie wyraził zgody na wzięcie udziału w inwazji.
Po zamachu na François Darlana, dzięki protekcji niechętnego Charles’owi de Gaulle’owi prezydenta USA Franklina Roosevelta, objął dowództwo nad wojskami francuskimi w Afryce Północnej. Wziął udział w konferencji w Casablance, podczas której zgodził się przystąpić do ruchu Wolnej Francji – objął funkcję współprzewodniczącego Francuskiego Komitetu Wyzwolenia Narodowego, u boku de Gaulle’a.
Skonfliktowany z de Gaulle’em ustąpił ze stanowiska w listopadzie 1943 roku.

### Po wojnie
W roku 1944 wrócił do kraju i zasiadał jako bezpartyjny we francuskim senacie.
2 czerwca 1946 roku został wybrany do francuskiej konstytuanty z ramienia Republikańskiej Partii Wolności i brał udział w pracach nad konstytucją Czwartej Republiki. Był członkiem Rady Wojennej.
Opublikował dwie książki: Mes Evasions (Moja ucieczka, 1946) i Un seul but, la victoire: Alger 1942–1944 (Jedyny cel, zwycięstwo: Algieria 1942–1944, 1949), w których opisał swoje przeżycia.